# نصف أخدود

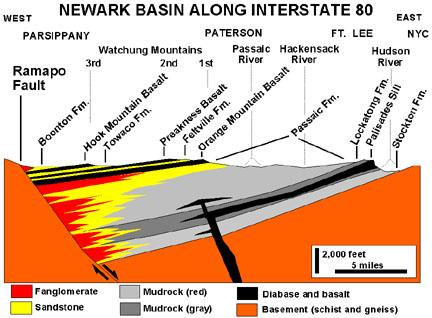
حوض نيوارك، وهو نصف أخدود من حقبة الحياة الوسطى

نصف أخدود أو أخدود نصفي هيكل جيولوجي يحده فالق على طول جانب واحد من حدوده، على عكس الأخدود الكامل حيث تحد الفوالق المتوازية كتلة من الأرض منخفضة.

## هيكل الخسف والفالق

توسع الخسف الأعلى: أخدود كامل بين فالقين، كلاهما منحدر نحو مركز الخسف. من أسفل: نصف أخدود، أكثر شيوعًا

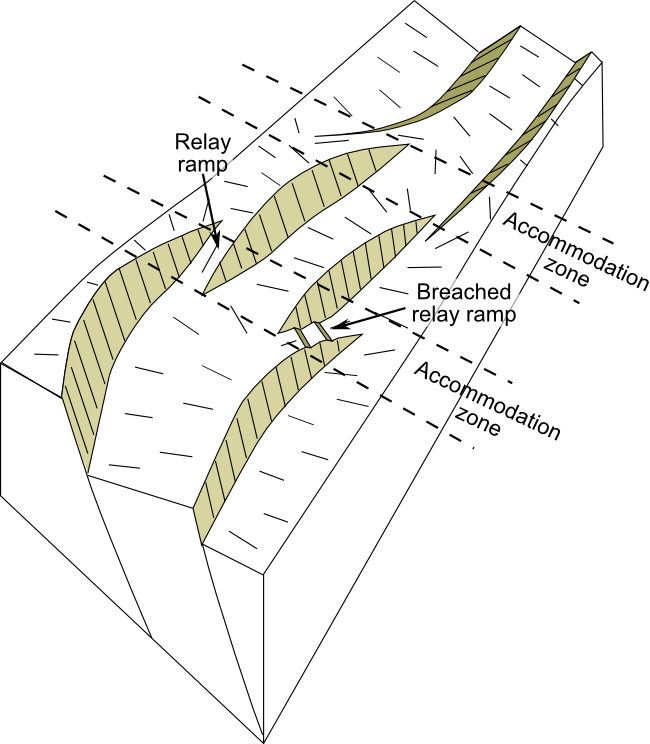
منظر كتلة لخسف مكون من ثلاثة أجزاء، يوضح موقع مناطق الإقامة بينهما عند حدوث تغييرات في موقع أو قطبية الفالق (اتجاه الانحدار)

الخسف هو منطقة يمتد فيها الغلاف الصخري حيث يتفكك جزءان من قشرة الأرض. غالبًا ما يتشكل فالع في منطقة من القشرة الأرضية ضَعُفت فعليًا بسبب النشاط الجيولوجي السابق. تتشكل الفوالق التوسعية بالتوازي مع محور الخسف. قد يُنظر إلى الفالق التوسعي على أنه خسف في القشرة يمتد لأسفل بزاوية عتى عموديًا. عندما ينفصل الجانبان عن بعضهما البعض، فإن الجدار المعلق («المعلق» فوق الفالق المنحدر) سوف يتحرك إلى أسفل بالنسبة للجدار السفلي.  وترقق القشرة وتغرق وتشكل حوضًا متصدعًا. تتسرب مادة الوشاح الدافئ، مما يؤدي إلى ذوبان القشرة وغالبًا ما يتسبب في ظهور البراكين في حوض الخسف.
قد يبدو أن الأحواض التوسعية ناتجة عن أخدود أو كتلة أرض مضغوطة، تغرق بين فوالق عادية متوازية تنخفض باتجاه مركز الأخدود من كلا الجانبين. في الواقع، عادة ما تكون مصنوعة من أخدود متصل غير متماثل. تعطي الفوالق ذات اتجاهات الانحدار المتناقضة المرتبطة بفالق متحكم، أو تغييرات دورية في الانحدار في فوالق التحكم، انطباعًا عن تناسق كامل.
مع توسع الخسف، ترتفع جوانب الخسف بسبب التعويض التوازني للغلاف الصخري. يؤدي هذا إلى إنشاء المظهر الجانبي الطبوغرافي غير المتماثل الذي يعتبر نموذجيًا لنصف أخدود. قد يكون لنصف الأخدود أقطاب متناوبة على طول محور الخسف، تقسم الوادي المتصدع إلى أجزاء.
غالبًا ما تحتوي أحواض الخسف القارية والبحرية مثل خليج السويس وخسف شرق إفريقيا ونظام خسف ريو غراي وبحر الشمال على سلسلة من الأحواض الفرعية لنصف الأخدود، مع تغير قطبية نظام الخسف المهيمن على طول محور خسف. غالبًا ما تُجزء أنظمة الفوالق التوسعية في هذه الخسوف. تُفصل الفوالق الحدودية الخسفية التي يزيد أطوالها عن 10 كيلومتر (6.2 ميل) بواسطة هياكل منحدرات الترحيل. قد توفر منحدرات الترحيل ممرات للرواسب ليتم نقلها إلى الحوض. عادةً ما يُقسم الخسف على طول محوره إلى أجزاء بحوالي 50 إلى 150 كيلومتر (31 إلى 93 ميل) طولًا.

## الترسيب

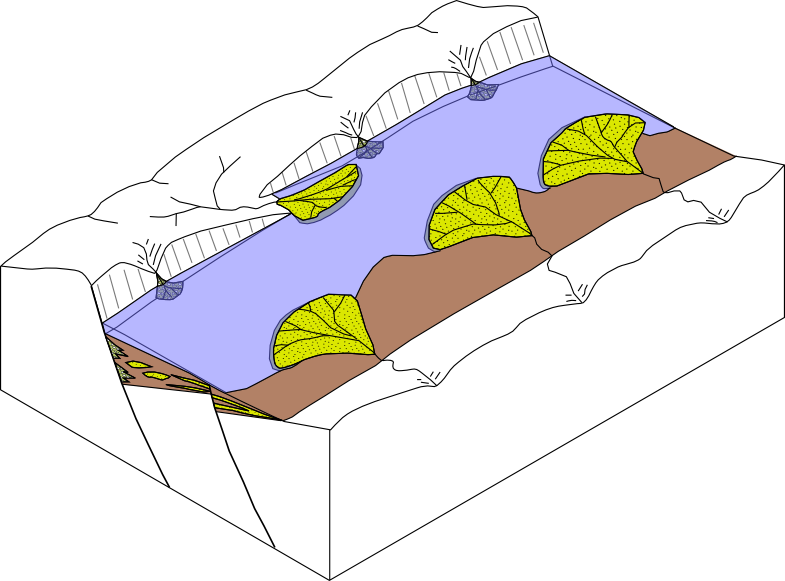
نصف أخدود مملوء بالبحيرات يظهر الترسيب بشكل كبير من الهامش "المفصلي"

يمكن تحديد أربع مناطق للترسيب في نصف الأخدود. الأول هو ترسيب «هامش الجرف»، الموجود على طول الفوالق الحدودية الرئيسة التي تحيط بنصف الأخدود، حيث يلتقي أعمق جزء من الحوض بأعلى الكتف المتصدع. يدخل القليل نسبيًا من الرواسب نصف الأخدود عبر الفالق المحيط الرئيس، حيث يتسبب ارتفاع الجدار السفلي في انحدار الأرض على جانب الجدار بعيدًا عن الفالق. وبالتالي فإن الأنهار على هذا الجانب تحمل الرواسب بعيدًا عن الوادي المتصدع. ولكن نظرًا لكونه الجزء الأدنى من الحوض مع أعلى معدل هبوط، فإن هامش الجرف يواجه أعلى معدلات الترسيب، والتي قد تتراكم على عمق عدة كيلومترات. غالبًا ما يشتمل هذا الترسيب على حطام خشن جدًا مثل الكتل الضخمة من الصخور المتساقطة، بالإضافة إلى مراوح الرواسب من جدار الحوض. تُنقل المواد الأخرى عبر أو على طول الحوض إلى أجزاء المياه العميقة لبحيرة متصدعة على طول حافة الجرف.
تدخل معظم الرواسب إلى نصف الأخدود أسفل جانب الجدار العلوي غير المنكسر. على جانب الحوض المقابل للفالق الحدودي الرئيس، يحدث الترسيب على طول «الهامش المفصلي»، والذي قد يُطلق عليه أيضًا «الهامش الضحل» أو «هامش الانحناء». في هذا الجزء من الحوض، عادة ما تكون المنحدرات لطيفة وقد تحمل أنظمة الأنهار الكبيرة الرواسب إلى الحوض، والتي يمكن تخزينها في منطقة الدلتا حيث تدخل بحيرة الوادي المتصدع. قد تتراكم رواسب الكربونات الساحلية وشبه الساحلية في هذه الظروف. غالبًا ما تشتمل «الهوامش المحورية» في نهايات الأحواض على منحدرات منخفضة التدرج حيث تدخل الأنهار الرئيسة إلى الحوض، مما يؤدي إلى بناء دلتا وإنشاء تيارات داخل بحيرة متصدعة يمكنها حمل الرواسب من طرف إلى آخر. تكون بين أنصاف أخدود المجاورة «مناطق إقامة» قد تتضمن تفلقًا توسعيًا محليًا أو منضغطًا أو انزلاقيًا. يمكن أن تخلق هذه الأشكال المعقدة التي من خلالها تؤثر الآليات المختلفة على الترسيب. تعتمد أنواع الترسيب في أنصاف الأخدود أيضًا على مستويات البحيرة في الخسف، والمناخ (على سبيل المثال المداري مقابل المعتدل) الذي تتشكل فيه الرواسب وكذلك كيمياء المياه. 
على الرغم من أن الرواسب تصل في المقام الأول من الجانب غير المتفلق من نصف الأخدود، إلا أن بعض التآكل يحدث على جرف الصدع في الصدع الحدودي الرئيس، وهذا ينتج مراوح طميية مميزة حيث تنبثق القنوات المحصورة من الجرف.
تعد بحيرة بايكال مثالًا كبيرًا وعميقًا بشكل غير عادي لتطور نصف أخدود. تبلغ مساحة البحيرة 630 / 80 كيلومتر (391 / 50 ميل)، بحد أقصى لعمق 1,700 متر (5,600 قدم) . قد تصل الرواسب في المنخفض إلى 6,000 متر (20,000 قدم) في العمق. يشتمل النظام أيضًا على بعض براكين العصر الرباعي الصغيرة. في البداية، رُبطت في هذه البحيرة سلسلة من أنصاف الأخدود في سلسلة خطية. مع تقدم العمر في الوادي المتصدع، تطور تشوه واسع النطاق على جانبي البحيرة، مما أدى إلى تحويلهما إلى قواطع كاملة غير متماثلة. 

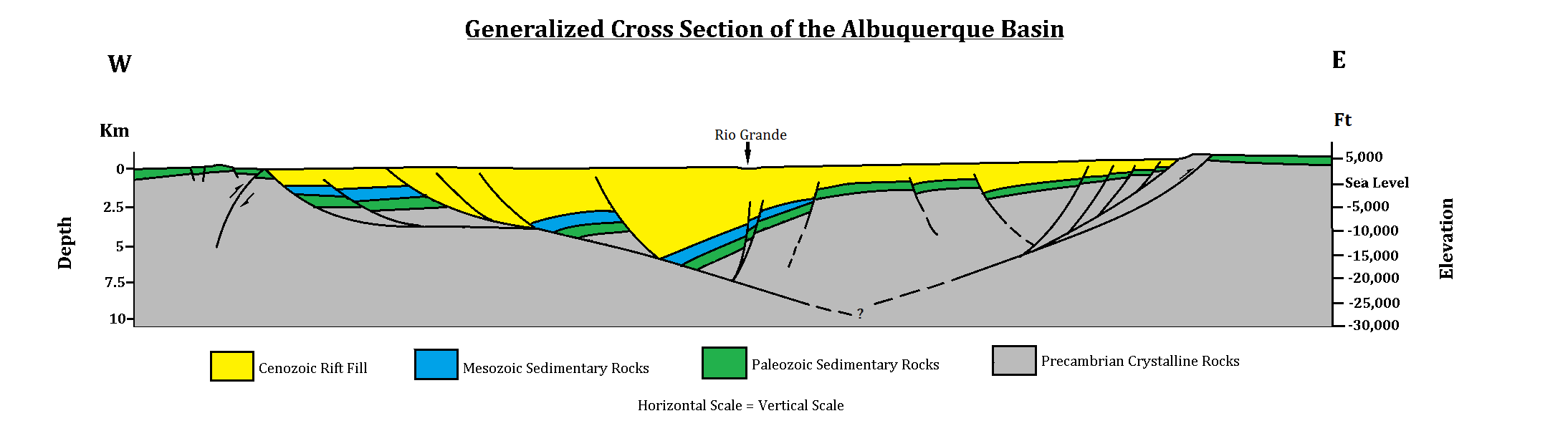
مقطع عرضي معمم لحوض البوكيرك من الشرق إلى الغرب. لاحظ الأخاديد النصفية، ورواسب حقبة الحياة القديمة والوسطى التي كانت موجودة قبل الصدع، وكمية التوسع الكبيرة (حتى 28٪).

## أمثلة على أنصاف أخدود
| أخدود                             | فالق                             | عمر                                             | موقع                       | مصادر  |
| --------------------------------- | -------------------------------- | ----------------------------------------------- | -------------------------- | ------ |
| حوض البوكيرك [الإنجليزية]         |                                  | منتصف العصر الميوسيني وأوائل العصر الجليدي      | الولايات المتحدة الأمريكية |        |
| حوض شيشاير [الإنجليزية]           | فالق الصخور الحمراء [الإنجليزية] | أواخر حقبة الحياة القديمة وحقبة الحياة الوسطى   | إنجلترا                    |        |
| حوض اليسراس                       | منطقة فالق ميليندا               | العصر البرمي                                    | جنوب أفريقيا               |        |
| إيريس ترو                         | ايريس ريدج                       | العصر البرمي إلى العصر الثلاثي والجوراسي الأوسط | أيرلندا                    |        |
| بحيرة بايكال                      |                                  | حقبة الحياة الحديثة                             | روسيا                      |        |
| حوض نيوارك [الإنجليزية]           |                                  | حقبة الحياة الوسطى المبكر                       | الولايات المتحدة الأمريكية |        |
| حوض بانونيا                       |                                  |                                                 | هنغاريا                    |        |
| نظام صدع سانت لورانس [الإنجليزية] |                                  |                                                 | كندا                       |        |
| سلين ترو [الإنجليزية]             |                                  | العصر الثلاثي والجوراسي الأوسط                  | أيرلندا                    |        |
| حوض تايبيه [الإنجليزية]           |                                  |                                                 | تايوان                     |        |
| وادي كلويد [الإنجليزية]           | وادي فالق كلويد                  | العصر البرمي والثلاثي                           | ويلز                       | [ 10 ] |
| خليج ويدمربول [الإنجليزية]        | فالق هوتون                       | العصر الفحمي المبكر                             | إنجلترا                    |        |